# Engodactylactis formosa
Engodactylactis formosa is een Cerianthariasoort uit de familie van de Cerianthidae. De wetenschappelijke naam van de soort is voor het eerst geldig gepubliceerd in 1920 door Gravier.